# Stade des Alpes
Stade des Alpes este un stadion de rugby și fotbal din Grenoble, Franța. Stadionul are o capacitate de 20.068 de locuri și găzduiește meciurile de pe teren propriu ale echipei de fotbal Grenoble Foot 38 și ale clubului de rugby FC Grenoble. Situat în Parcul Paul Mistral, a înlocuit stadionul Stade Lesdiguières. A fost construit în timp ce GF38 juca în primele divizii ale fotbalului francez și devenise un fel de elefant alb când clubul a retrogradat în divizia a 4-a și a atras puțini fani. Cu toate acestea, stadionul a căpătat o mai mare viabilitate odată ce FC Grenoble a obținut cea mai recentă promovare în Top 14 în 2012. Din 2014-15, cu FC Grenoble având o prezență constantă în Top 14, clubul și-a schimbat arena principală de pe terenul său tradițional, Stade Lesdiguières, la Stade des Alpes. Odată cu revenirea GF38 în al doilea eșalon al fotbalului francez în 2017, echipa a început să atragă din nou mai mulți fani.
Acest stadion folosește panouri solare și produce peste 70.000 kWh pe an.